# Arnošt Saský
Arnošt Saský (německy Ernst von Sachsen, 24. března 1441 Míšeň – 26. srpna 1486 u Colditz) byl saský kurfiřt, lankrabě durynský a markrabě míšeňský. Byl zakladatelem ernestinské linie rodu Wettinů, která vládla v ernestinských vévodstvích až do roku 1918.

## Život
Arnošt byl prostředním ze tří synů saského kurfiřta Fridricha II. z manželství s Markétou Habsburskou. V roce 1464, po smrti svého otce, se stal saským kurfiřtem, protože jeho starší bratr zemřel již v roce 1451. Saským zemím vládl Arnošt sám, míšeňským a durynským zemím vládl společně se svým mladším bratrem Albrechtem. V roce 1465 zavedli bratři spolu se strýcem Vilémem tzv. lipskou mincovní reformou nový typ mincí. Za jejich vlády vzkvétala města Drážďany a Míšeň.
Z hlediska zahraničně-politického byli bratři navzdory potížím na české straně (vztah mezi oběma zeměmi byl upraven již v Chebské smlouvě z roku 1459). Za Arnoštova působení se wettinské državy značně rozšířily, V roce 1466 získal Fojtsko. V roce 1472 získal zaháňské knížectví a v roce 1477 panství Sorau, Beeskow a Storkow, čímž se dostal do konfliktu s braniborským kurfiřtem. V roce 1477 se pod saský patronát dostala také města Erfurt a Quedlinburg. Přes loajalitu k císaři Friedrichovi III. usiloval Arnošt i o sblížení s uherským králem Matyášem Korvínem. Pro své mladší syny zajistil úřady magdeburského a mohučského arcibiskupa. Aby toho dosáhl, podnikl v roce 1480 cestu do Říma. Durynsko získali bratři v roce 1482, po smrti strýce Viléma, který zemřel bez potomků.
V roce 1485 se s bratrem Albrechtem tzv. lipským dělením dohodli na rozdělení vlády. Bratři rozpustili svůj společný dvůr, Arnošt připravil rozdělení a nechal bratra rozhodnout, kterou část si chce vybrat. Albrecht si zvolil Míšeň a stal se zakladatelem albertinské větve rodu (latinská verze jména je Albert). Arnošt získal vedle kurfiřtství se Saskem-Wittenberskem také Durynsko, saské falcké hrabství, magdeburské purkrabství, Fojtsko a wettinská území ve Frankách. Arnoštova linie dostala po něm název ernestinská (německy Ernst a latinsky Ernest). Rozdělení domu znamenalo značné oslabení saské pozice v říši.
Arnošt zemřel při nešťastném pádu z koně. V posledních dnech svého života vedl intenzívní kampaň za zvolení budoucího císaře Maxmiliána římským králem. Pohřben byl v míšeňském dómu.

## Rodina
V roce 1460 se Arnošt v Lipsku oženil s Alžbětou Bavorskou, dcerou bavorského vévody Albrechta III. Měli 7 dětí:
1. Kristina (1461–1521) ⚭ 1478 Jan I. Dánský, král dánský, norský a švédský
2. Fridrich III. Saský (1463–1525), saský kurfiřt
3. Arnošt II. (1464–1513), arcibiskup magdeburský
4. Adalbert (1467–1484), arcibiskup mohučský
5. Jan (1468–1532), saský kurfiřt
6. Markéta (1469–1528) ⚭ 1487 Jindřich Brunšvicko-Lüneburský
7. Wolfgang

## Vývod z předků
|              |                                |  |                     |                                  |  |  |  |  |  |  |  | Fridrich II. Míšeňský |
|              |                                |  |                     |                                  |  |  |  |  |  |  |  |                       |
|              | Fridrich III. Míšeňský         |  |                     |                                  |  |  |  |  |  |  |  |                       |
|              |                                |  |                     |                                  |  |  |  |  |  |  |  |                       |
|              |                                |  |                     | Matylda Bavorská                 |  |  |  |  |  |  |  |                       |
|              |                                |  |                     |                                  |  |  |  |  |  |  |  |                       |
|              | Fridrich I. Saský              |  |                     |                                  |  |  |  |  |  |  |  |                       |
|              |                                |  |                     |                                  |  |  |  |  |  |  |  |                       |
|              |                                |  |                     | Jindřich IV. z Hennebergu        |  |  |  |  |  |  |  |                       |
|              |                                |  |                     |                                  |  |  |  |  |  |  |  |                       |
|              | Kateřina z Hennebergu          |  |                     |                                  |  |  |  |  |  |  |  |                       |
|              |                                |  |                     |                                  |  |  |  |  |  |  |  |                       |
|              |                                |  |                     | Judita Braniborsko-Salzwedelská  |  |  |  |  |  |  |  |                       |
|              |                                |  |                     |                                  |  |  |  |  |  |  |  |                       |
|              | Fridrich II. Saský             |  |                     |                                  |  |  |  |  |  |  |  |                       |
|              |                                |  |                     |                                  |  |  |  |  |  |  |  |                       |
|              |                                |  |                     | Magnus II. Brunšvicko-Lüneburský |  |  |  |  |  |  |  |                       |
|              |                                |  |                     |                                  |  |  |  |  |  |  |  |                       |
|              | Jindřich Brunšvicko-Lüneburský |  |                     |                                  |  |  |  |  |  |  |  |                       |
|              |                                |  |                     |                                  |  |  |  |  |  |  |  |                       |
|              |                                |  |                     | Kateřina Anhaltsko-Bernburská    |  |  |  |  |  |  |  |                       |
|              |                                |  |                     |                                  |  |  |  |  |  |  |  |                       |
|              | Kateřina Brunšvicko-Lüneburská |  |                     |                                  |  |  |  |  |  |  |  |                       |
|              |                                |  |                     |                                  |  |  |  |  |  |  |  |                       |
|              |                                |  |                     | Vratislav VI. Pomořanský         |  |  |  |  |  |  |  |                       |
|              |                                |  |                     |                                  |  |  |  |  |  |  |  |                       |
|              | Žofie Pomořanská               |  |                     |                                  |  |  |  |  |  |  |  |                       |
|              |                                |  |                     |                                  |  |  |  |  |  |  |  |                       |
|              |                                |  |                     | Anna Mecklenbursko-Stargardská   |  |  |  |  |  |  |  |                       |
|              |                                |  |                     |                                  |  |  |  |  |  |  |  |                       |
| Arnošt Saský |                                |  |                     |                                  |  |  |  |  |  |  |  |                       |
|              |                                |  |                     |                                  |  |  |  |  |  |  |  |                       |
|              |                                |  | Albrecht II. Moudrý |                                  |  |  |  |  |  |  |  |                       |
|              |                                |  |                     |                                  |  |  |  |  |  |  |  |                       |
|              | Leopold III. Habsburský        |  |                     |                                  |  |  |  |  |  |  |  |                       |
|              |                                |  |                     |                                  |  |  |  |  |  |  |  |                       |
|              |                                |  |                     | Johana z Pfirtu                  |  |  |  |  |  |  |  |                       |
|              |                                |  |                     |                                  |  |  |  |  |  |  |  |                       |
|              | Arnošt Habsburský              |  |                     |                                  |  |  |  |  |  |  |  |                       |
|              |                                |  |                     |                                  |  |  |  |  |  |  |  |                       |
|              |                                |  |                     | Bernabo Visconti                 |  |  |  |  |  |  |  |                       |
|              |                                |  |                     |                                  |  |  |  |  |  |  |  |                       |
|              | Viridis Visconti               |  |                     |                                  |  |  |  |  |  |  |  |                       |
|              |                                |  |                     |                                  |  |  |  |  |  |  |  |                       |
|              |                                |  |                     | Beatrix Regina Scaligerová       |  |  |  |  |  |  |  |                       |
|              |                                |  |                     |                                  |  |  |  |  |  |  |  |                       |
|              | Markéta Habsburská             |  |                     |                                  |  |  |  |  |  |  |  |                       |
|              |                                |  |                     |                                  |  |  |  |  |  |  |  |                       |
|              |                                |  |                     | Zemovít III. Mazovský            |  |  |  |  |  |  |  |                       |
|              |                                |  |                     |                                  |  |  |  |  |  |  |  |                       |
|              | Zemovít IV. Mazovský           |  |                     |                                  |  |  |  |  |  |  |  |                       |
|              |                                |  |                     |                                  |  |  |  |  |  |  |  |                       |
|              |                                |  |                     | Eufémie Opavská                  |  |  |  |  |  |  |  |                       |
|              |                                |  |                     |                                  |  |  |  |  |  |  |  |                       |
|              | Cimburgis Mazovská             |  |                     |                                  |  |  |  |  |  |  |  |                       |
|              |                                |  |                     |                                  |  |  |  |  |  |  |  |                       |
|              |                                |  |                     | Algirdas                         |  |  |  |  |  |  |  |                       |
|              |                                |  |                     |                                  |  |  |  |  |  |  |  |                       |
|              | Alexandra Litevská             |  |                     |                                  |  |  |  |  |  |  |  |                       |
|              |                                |  |                     |                                  |  |  |  |  |  |  |  |                       |
|              |                                |  |                     | Juliana Tverská                  |  |  |  |  |  |  |  |                       |
|              |                                |  |                     |                                  |  |  |  |  |  |  |  |                       |